# Mevania quadricolor
Mevania quadricolor är en fjärilsart som beskrevs av George Francis Hampson. Mevania quadricolor ingår i släktet Mevania och familjen björnspinnare. Inga underarter finns listade i Catalogue of Life.